# Sevmash
Sevmash (tiếng Nga: "Севмаш"», Севмаш, СМП) là một doanh nghiệp cổ phần của Nga liên kết theo chiều dọc với Tập đoàn Đóng tàu United. Các hoạt động đóng tàu của công ty Sevmash nằm ở thành phố cảng Severodvinsk trên biển trắng tại liên bang Nga.
Tên Sevmash là viết tắt của Severnoye Mashinostroitelnoye Predpriyatie (северное Машиностроительное Предприятие), tức là "Xí nghiệp chế tạo máy miền Bắc". Sevmash là doanh nghiệp đóng tàu lớn nhất tại Nga và ngày nay là nhà sản xuất tàu ngầm hạt nhân. Năm 2009, công ty đã sử dụng 26.951 người và doanh thu từ sản lượng quân sự là $533.020.000.

## Sản phẩm quân sự
Chuyên ngành chính của xưởng đóng tàu là sản xuất các loại thuyền, tàu ngầm và thiết bị quân sự cho Hải quân Nga. Sevmash là xưởng đóng tàu duy nhất ở Nga sản xuất tàu ngầm hạt nhân. Chiếc tàu ngầm hạt nhân tiếp theo được sản xuất là tàu ngầm tấn công chạy bằng năng lượng hạt nhân Severodvinsk, được hạ thủy năm 2010 và hiện đang được trang bị. Việc hoàn thành của nó đã bị trì hoãn do các vấn đề tài chính. Tàu ngầm lớp Borei thứ hai, Aleksandr Nevskiy được hạ thủy vào cuối năm 2010 và chuyển giao cho Hải quân vào ngày 23 tháng 12 năm 2013, là chiếc thứ 130 do Sevmash chuyển giao. Có một tàu ngầm khác thuộc lớp yasen Kazan và một tàu ngầm thuộc lớp Borei Vladimir Monomakh hiện tại đang được xây dựng tại xưởng. Vào năm 2003 - 2005, Sevmash đã giao hai chiếc dự án 636 (lớp Kilo) động cơ diesel-điện cho khách hàng nước ngoài. Tính đến năm 2009, công ty đã có một đơn đặt hàng cho thêm hai tàu dự án 636.
Một hợp đồng cho Rosoboronexport, Sevmash cải tiến tàu sân bay cũ của Liên Xô là Đô đốc Gorshkov, biến nó thành một tàu sân bay hiện đại tên là INS Vikramaditya bàn giao cho Hải quân Ấn Độ. Dự án đã bị chậm trễ và tăng chi phí, cuối cùng hoàn thành vào thang 11 năm 2013.

## Sản phẩm dân sự
Một dòng sản phẩm ngày càng quan trọng đối với nhà máy đóng tàu là sản xuất cho các dự án mỏ dầu khí trên thềm Bắc Cực, bao gồm các giàn khoan. Chiếc Prirazlomnaya có khả năng chống băng được thiết kế bởi Cục thiết kế thiết bị hàng hải Rubin và là loại đầu tiên ở Nga. Nó bắt đầu hoạt động ở biển Pechora. Sevmash cũng cung cấp cho các công ty nước ngoài, chẳng hạn như giàn khoan Moss CS-50 bán ngập biển cho công ty MOSS MOSVOLD Na Uy, được hoàn thành vào tháng hai, năm 2006. Sevmash đã nhận được đơn đặt hàng cho 3 giàn khoan khác thuộc loại này. Sevmash cũng xây dựng một giàn khoan cho lĩnh vực khí đốt Shtokman giữa Biển Barents.
Doanh nghiệp cũng tham gia đóng tàu thương mại và trong suốt thập kỷ qua đã đóng hơn 100 tàu, bao gồm cả tàu kéo, tàu chở hàng cỡ nhỏ (mini-bulkers), phao, sà lan và các trang trại cá. Nó cũng sản xuất các thiết bị luyện kim và các mặt hàng vận tải đường sắt.

## Đặc điểm doanh nghiệp
Sevmash có một lực lượng lao động là 26.951 người. có trụ sở tại thành phố Severodvinsk tại Arkhangelsk Oblast trên biển trắng, các tiện nghi của nó chiếm diện tích hơn 300 hecta và có hơn 100 phân khu. đây là doanh nghiệp đóng tàu lớn nhất ở Nga. kể từ tháng 8 năm 2007, Sevmash đã được lãnh đạo bởi Nikolai Yakovlevich kalistratov.
Doanh thu của công ty từ sản xuất quân sự trong 2009 được ước tính là $533.020.000, tăng từ $431.040.000 trong 2008. Sản lượng dân sự lên đến 20% tổng doanh thu của công ty, và chia sẻ tổng số sản xuất là 10%, theo số liệu được xuất bản bởi Trung tâm phân tích chiến lược và công nghệ. Trung tâm xếp Sevmash là doanh nghiệp thành công thứ 7 của ngành công nghiệp quốc phòng Nga vào năm 2009, dựa trên sự so sánh các chỉ số tài chính và hoạt động chính.

## Lịch sử
Việc xây dựng doanh nghiệp có nguồn gốc từ kế hoạch 5 năm đầu tiên khi quyết định mở rộng đáng kể công suất đóng tàu. Việc xây dựng những gì đã trở thành SEVMASH bắt đầu vào 1936. Xưởng đóng tàu được phát triển phù hợp với nghị quyết của hội đồng lao động và quốc phòng theo hội đồng ủy viên nhân dân Liên Xô vào ngày 31 tháng 5 năm 1936 No137-OK cho việc xây dựng và sửa chữa các tàu chiến lớn của các lớp học khác nhau. như một phần của chương trình công nghiệp hóa của Stalin và một trại lao động cưỡng bức, một phần của quần đảo Gulag, chịu trách nhiệm xây dựng ban đầu các cơ sở của nó dọc theo bờ trái của cửa sông Nikolskiy ở cửa sông Severnaya Dvina. ngày thành lập chính thức là 21 tháng 12 năm 1939, khi lườn tàu đầu tiên của nó, thiết giáp hạm Sovetskaya belorussiya được đặt lườn. doanh nghiệp được biết đến ở thời xô viết như số 402 (tiếngNga: завод No 402). trong chiến tranh thế giới thứ II, xưởng đóng tàu đã tham gia sửa chữa chiến hạm và sản xuất các đơn vị pháo và thiết bị quét mìn. cũng trong những năm chiến tranh, doanh nghiệp đã chế tạo những thợ săn mìn lớn, tàu khu trục, tàu ngầm diesel-điện, phà, bật lửa, sà lan sửa chữa nổi, trong khi sửa chữa cả hai tàu mặt nước của hạm đội phía bắc cũng như các tàu tiếp liệu qua các đoàn tàu vận tải Bắc cực. Đến 1950, xưởng tàu đã sửa chữa 139 thuyền và tàu. vào đầu những năm 1950, việc sản xuất tàu ngầm quy mô lớn đã được phóng lên. năm 1969, công ty sản xuất tàu ngầm hạt nhân đầu tiên trên thế giới với một thân hợp kim titan, dự án 661. Vào giữa thập niên 1970, các cơ sở của nó trải qua quá trình tái thiết chính; năng lực công nghiệp của nó đã tăng gấp đôi và nó đã được lắp đặt mức trượt lớn nhất của Nga. Lớp tàu tuần dương tàu ngầm hạt nhân của Typhoon dự án 941, được xây dựng vào năm 1981, bước vào kỷ lục thế giới Guinness như tàu ngầm lớn nhất thế giới. Lịch sử tính đến năm 2009, công ty đã xây dựng 45 tàu thuyền mặt nước và 163 tàu ngầm, trong đó có 128 tàu ngầm hạt nhân.
- Tên doanh nghiệp
  - 2 tháng 12 năm 1938-tổng giám đốc của xưởng xây dựng 402 được tổ chức theo lệnh của dân uỷ Liên Xô cho công nghiệp quốc phòng
  - 9 tháng 9 năm 1959-Shipyard 402 chuyển thành doanh nghiệp Machinebuilding phía bắc (Sevmash) theo lệnh của bộ trưởng đóng tàu Liên Xô
  - 26 tháng 7 năm 1985-Northern Machinebuilding Enterprise được chuyển đổi thành tập đoàn sản xuất "Northern Machinebuilding Enterprise" (po Sevmash) theo lệnh của bộ trưởng Liên Xô
  - 23 tháng 6 năm 1998-PO SEVMASH được đổi tên thành nhà nước đơn nhất doanh nghiệp "po Sevmash" (GUP "Sevmash") theo lệnh của bộ kinh tế RF
  - 21 tháng 2 năm 2001-GUP "SEVMASH" đổi tên thành xí nghiệp đơn nhất quốc gia liên bang "" po SEVMASH " (FGUP" po Sevmash ") theo lệnh của cơ quan đóng tàu Nga

## Danh sách sản phẩm quân sự
- Tàu mặt nước 45 đơn vị
  - 23 đơn vị-dự án 122bis
  - 20 đơn vị-dự án 30, 30K, & 30bis
  - 2 đơn vị-dự án 68bis
- Tàu ngầm
  - 36 tàu ngầm diesel-điện
    - 12 dự án 611 & AV611 (lớp Zulu)
    - 16 dự án 629 & 629B (hạng Golf)
    - 2 dự án 636 (lớp Kilo)
    - 1 dự án 20120 (lớp Sarov)

  - 38 tàu ngầm chạy bằng năng lượng hạt nhân thế hệ đầu tiên
    - 13 dự án 627 & 627A (lớp học tháng 11)
    - 8 dự án 658 (hạng khách sạn)
    - 1 dự án 645
    - 16 dự án 675 (lớp ECHO II)

  - 63 tàu ngầm chạy bằng năng lượng hạt nhân thế hệ thứ hai
    - 24 dự án 667A & 667AU (Yankee Class)
    - 1 dự án 661 (Papa Class)
    - 10 dự án 667B (lớp Delta I)
    - 4 dự án 667BD (Delta II Class)
    - 14 dự án 667BDR (lớp Delta III)
    - 3 dự án 705K (lớp Alfa)
    - 7 dự án 667BDRM (lớp Delta IV)

  - 31 tàu ngầm chạy bằng hạt nhân thế hệ thứ ba
    - 13 dự án 949 & 949A (Oscar I &Amp; lớp Oscar II)
    - 6 dự án 941 (Typhoon Class)
    - 1 dự án 685 (Mike Class)
    - 7 dự án 971 (Akula I và AKULA II Class)
    - 4 dự án 945 & 945A (Sierra I và Sierra II Class)

  - 4 tàu ngầm chạy bằng hạt nhân thế hệ thứ tư
    - 3 dự án 955 (Borey/Dolgorukiy Class) đã chuyển giao, 5 955a được xây dựng
    - 1 dự án 885 (Yasen/Severodvinsk Class) đã chuyển giao, 6 885m được xây dựng